# 白铁矿
白铁矿（英語：Marcasite）是硫化物礦物的一種，在英文名稱中有時候又稱為「white iron pyrite」，為斜方晶系結構的二硫化亞鐵（FeS
2）礦物，是黄铁矿的同质异像物，並且有不一樣的晶體結構，因此被視為不同的礦物，其物理性質和結晶學性質都與黃鐵礦不同。另外白鐵礦也比黃鐵礦更輕、更易脆，由於白鐵礦晶體結構不穩定的關係，其標本不容易保存，容易脆裂或氧化。
新鮮未氧化的表面上顏色會呈現淡黃色至幾乎白色到並帶有明亮的金屬光澤，接著就會開始轉變為黃色到褐色，並且帶有黑色的條痕。晶体常呈板状，集合体为矛头状或鸡冠状。有时用于制造硫酸。
在過去白鐵礦這個字泛指所有的硫化鐵礦物，包含黃鐵礦及礦物的白鐵礦，直到1845年白鐵礦才被重新定義為斜方晶系結構的二硫化亞鐵。

## 形成
白鐵礦可以以原生礦物或次生礦物的方式形成。通常形成於低溫高酸性的條件底下，並常見於沉積岩（如：頁岩、石灰岩及低品位煤）以及低溫的熱液礦脈中。常見的共生礦物包括黃鐵礦、磁黃鐵礦、方鉛礦、閃鋅礦、螢石、白雲石和方解石。
作為原生礦物，白鐵礦常在以團塊、結核或是晶體的形式出現在各種沉積岩中，例如英國肯特郡多佛的英吉利海峽兩岸的白堊岩中以及法國加萊海峽省白鼻角，當地的白鐵礦會以到尖銳的單晶、晶簇以及團塊的形式出現。
作為次生礦物，通常透過磁黃鐵礦或黃銅礦之類的原生礦物經過化學蝕變形成。

### 白鐵礦沉積與低pH值
根據實驗，白鐵礦在大概pH值低於5時候會比黃鐵礦優先形成。
從頭計算法也表明，這是由於黃鐵礦在低 pH 值下比白鐵礦具有更高的表面能（在熱力學上比較不穩定）。
由於白鐵礦與低pH值有關，在地質記錄中沉積岩內白鐵礦的出現意味著這些岩石在形成或是早期成岩作用中存在高酸性條件。然而，現代海洋下方的沉積孔隙水通常通過溶解的碳酸鹽物質來緩沖在接近中性至微鹼性的pH值。這裡產生了一個問題：過去沉積孔隙水如何變得夠酸性使得白鐵礦能夠形成。
對於早期成岩作用中白鐵礦的形成，一些地質學家提出幾種理論，其中包含原生黃鐵礦被上覆水柱滲透的分子氧給部分氧化以及快速缺氧環境下有機物分解並透過發酵作用和產甲烷作用所產生的有機酸。

## 亞種
鎳白鐵礦（英語：Blueite）： 鎳含量高的白鐵礦，發現於加拿大安大略省薩德伯里區的丹尼森（Denison）及德魯里（Drury）鄉（現今兩個地區已併入大薩德伯里市）。
黃白鐵礦（英語：Lonchidite）: 砷含量高的白鐵礦，發現於德國薩克森自由州厄爾士山脈格羅席爾馬和弗萊貝格交界處的Churprinz Friedrich August Erbstolln礦區。其化學式可以寫作Fe(S, As)2。